# Wanga
Wanga, bułg. Wanga (Ванга), Baba Wanga (Баба Ванга), Lelja Wanga (Леля Ванга), Petriczkata wraczka (Петричката врачка), Byłgarska proroczica (Българска пророчица), Wanga gledaczkata (Ванга гледачката), właśc. Wangelija Pandewa Dimitrowa (Вангелия Пандева Димитрова); ur. 31 stycznia 1911 w Strumicy, zm. 11 sierpnia 1996 w Petriczu) – bułgarska niewidoma mistyczka, znachorka i jasnowidząca.

## Życiorys
Urodziła się w Strumicy, która w tym czasie wchodziła w skład Imperium Osmańskiego. Pochodziła z ubogiej rodziny. Kiedy miała cztery lata, straciła matkę, a jej ojciec, Pande, został powołany do służby wojskowej. W tym czasie pozostawała pod opieką sąsiadów. Po powrocie z wojny ojciec Wangelii ożenił się powtórnie, a rodzina przeniosła się do wsi Nowo Seło.
Mając 13 lat, w czasie gwałtownej wichury została przewrócona na ziemię i poraniona, a oczy miała pełne piasku i kurzu. Brak środków finansowych nie pozwolił rodzinie na przeprowadzenie operacji oczu i dziewczynka straciła wzrok. Od 1925 uczęszczała do szkoły dla niewidomych w Zemunie, gdzie uczyła się czytania alfabetem Braille’a, a także wykonywania prac domowych. W 1928, po śmierci macochy, przerwała naukę w szkole i powróciła do domu, aby pomagać ojcu i zajmować się młodszym rodzeństwem. Była niepiśmienna i mówiła trudnym do zrozumienia dialektem. W 1939 zachorowała na zapalenie opłucnej. Mimo złych rokowań lekarzy, szybko powróciła do zdrowia.
W maju 1942 poślubiła Dimityra Guszterowa, któremu wskazała morderców jego braci. Po ślubie przeprowadziła się wraz z mężem do Petricza. Dimityr wkrótce został powołany do armii i służył na terenach północnej Grecji, okupowanych przez Bułgarię. Po wojnie popadł w alkoholizm i zmarł w 1962.
Wanga zmarła w Petriczu na raka piersi (nie pozwoliła się operować) i została pochowana we wsi Rupite, w pobliżu Kaplicy Św. Paraskewii, której była fundatorką.

## Przepowiednie
Na początku lat 40. ujawniły się jej umiejętności jasnowidzenia i popularność Wangi zaczęła rosnąć. Kobieta przyjmowała dziennie kilkuset ludzi i szacuje się, że w ciągu 55-letniej kariery, skonsultowało się z nią ponad milion osób. 8 kwietnia 1942 jej dom odwiedził car Borys III. Z jej usług miał później korzystać też Leonid Breżniew. W 1967 władze Bułgarii przyznały jej stałą pensję w wysokości 200 lewów miesięcznie i określiły wysokość opłaty za wizytę.
Ze względu na trafność swoich przepowedni (ok. 85%) nazywano ją „Nostradamusem Bałkanów”. Przypisuje się jej przepowiednie dotyczące śmierci Józefa Stalina, rozpadu ZSRR, zatopienia okrętu podwodnego Kursk oraz zamachu na WTC 11 września 2001. Przewidziała również katastrofę w Czarnobylu, śmierć księżnej Diany, a także datę własnej śmierci. Prawidłowo przepowiedziała wybór Baracka Obamy jako pierwszego czarnoskórego prezydenta Stanów Zjednoczonych.

## Pamięć

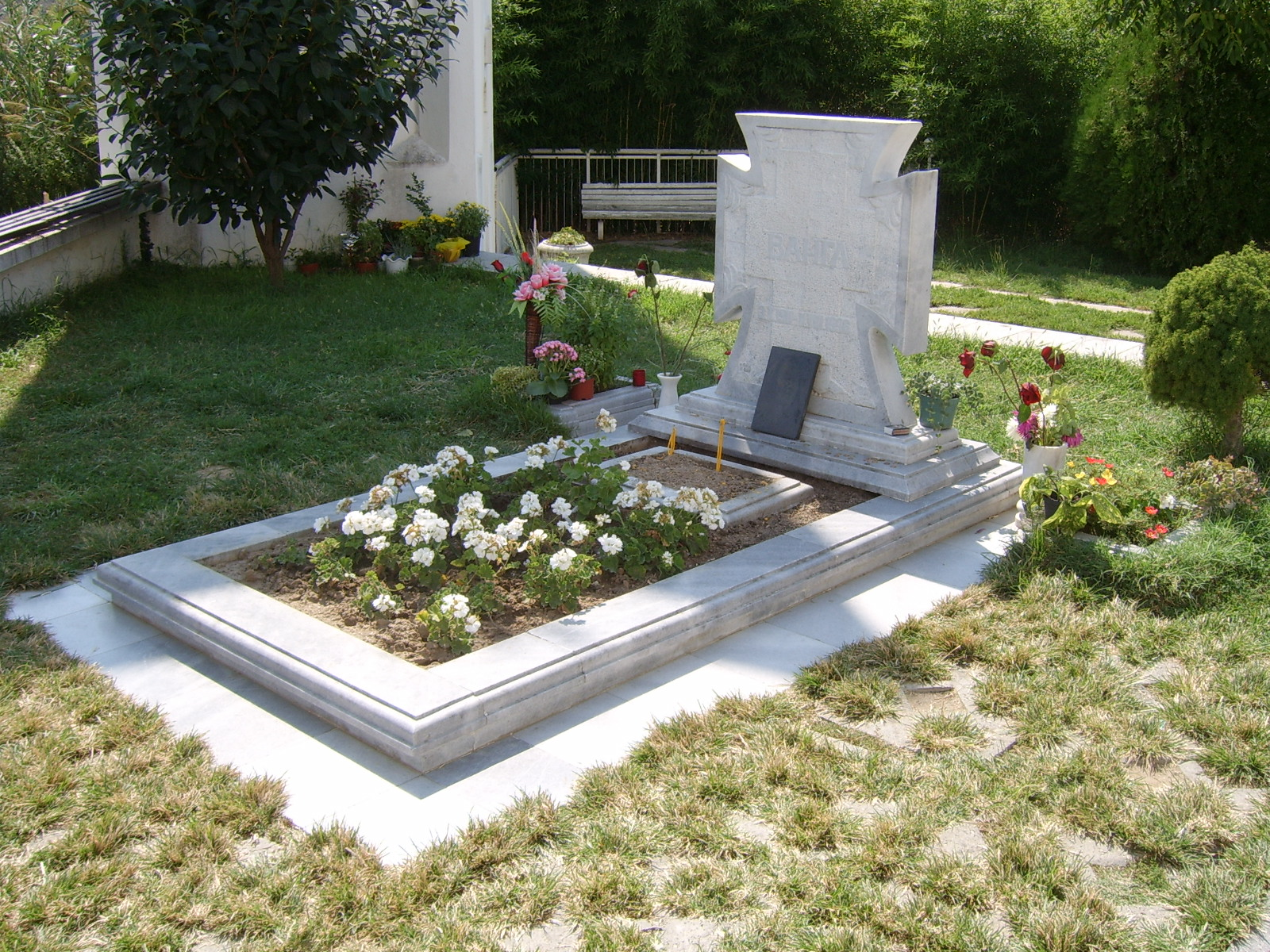
Grób Wangi w Rupite

Na mocy testamentu, jej dom w Petriczu przekształcono w muzeum, które otwarto 5 maja 2008. W marcu 2014 jej dom w Rupite także został otwarty dla zwiedzających.
W 1974 Newena Toszewa zrealizowała film dokumentalny Fenomen (Феноменът), przedstawiający postać Wangi. O proroctwach Wangi dla Rosji opowiadał film zrealizowany w 2007 przez telewizję NTV. Siergiej Borczukow zrealizował 12-odcinkowy serial biograficzny Wangelia (2014).